# SN 2000fq
SN 2000fq – supernowa typu Ia odkryta 21 grudnia 2000 roku w galaktyce A092337+2952. W momencie odkrycia miała maksymalną jasność 23,80m.